# Tulimyrsky
Tulimyrsky è il primo EP della band viking/folk metal finlandese Moonsorrow. Inizialmente la pubblicazione era prevista per il 26 marzo, ma è stata poi posticipata al 30 aprile. L'album (il sesto in studio per la band finlandese) contiene una nuova traccia, due cover e due canzoni già pubblicate e ri-registrate.

## Tracce
1. Tulimyrsky – 29:45
2. For Whom the Bell Tolls (Metallica cover) – 7:43
3. Taistelu Pohjolasta – 8:11
4. Hvergelmir – 9:30
5. Back to North (Merciless cover) – 13:08

## Formazione
- Ville Sorvali - voce e basso
- Henri Sorvali - tastiere e chitarra
- Mitja Harvilahti - chitarre
- Marko Tarvonen - batteria
- Markus Eurén - tastiere